# Терновское сельское поселение (Краснодарский край)
Терновское сельское поселение — муниципальное образование в Тихорецком районе Краснодарского края России.
В рамках административно-территориального устройства Краснодарского края ему соответствует Терновский сельский округ.
Административный центр — станица Терновская.

## Население
| 2010  | 2012  | 2013  | 2014  | 2015  | 2016  | 2017  |
| ----- | ----- | ----- | ----- | ----- | ----- | ----- |
| 6405  | ↘6328 | ↘6299 | ↘6286 | ↘6285 | ↘6273 | ↘6230 |
| 2018  | 2019  | 2020  | 2021  | 2023  |       |       |
| ↘6211 | ↘6142 | ↘6040 | ↘5845 | ↘5753 |       |       |

## Населённые пункты
В состав сельского поселения (сельского округа) входят 4 населённых пункта:
| № | Населённый пункт | Тип населённого пункта | Население (чел.) |
| - | ---------------- | ---------------------- | ---------------- |
| 1 | Вперёд           | посёлок ж/д разъезда   | →0               |
| 2 | Порошинская      | посёлок ж/д станции    | ↘21              |
| 3 | Новоромановская  | станица                | ↘302             |
| 4 | Терновская       | станица                | ↘5585            |